# Angela Fong
Angela Carolyn Fong (3 de febrero de 1985) es una luchadora profesional, modelo y actriz canadiense, más conocida por su paso en World Wrestling Entertainment (WWE), donde luchó en el territorio de desarrollo Florida Championship Wrestling (FCW) como Miss Angela y en la WWE como Savannah.

## Carrera

### World Entertainment Wrestling (2007-2010)
Angela participó en el Diva Search, pero ella no llegó a ser una de los finalistas. Sin embargo, firmó un contrato de desarrollo, siendo enviada a la Ohio Valley Wrestling (OVW). Sin embargo, la WWE finalizó su acuerdo con la OVW y fue trasladada al nuevo territorio de desarrollo, la Florida Championship Wrestling (FCW). En la FCW empezó a luchar como Miss Angela a principios de 2008, acompañando a The Puerto Rican Nightmares (Eddie Colón & Eric Pérez, empezando un feudo con Nick Nemeth & Brad Allen y su mánager, Taryn Terrell. Cuando The Puerto Rican Nightmares se disolvió, Anglea empezó a luchar. Participó en el torneo para coronar a la primera Reina de la FCW, derrotando a Alicia Fox en la final para convertirse en la primera Reina de la FCW. Luego empezó un feudo con Rosa Mendes cuando intentó robarla la corona. Después de defender la corona durante siete meses Angela fue derrotado por Serena Deeb.
Debutó en el plantel principal de la WWE el 15 de septiembre de 2009 en la ECW como Savannah, la entrevistadora del programa y, cuando Lauren Mayhew fue despedida, pasó a ser la anunciadora. Después de que la marca cerrara el 16 de febrero de 2010, pasó a ser la anunciadora del nuevo espacio de la WWE, NXT. También siguió luchando en la FCW, participando en un torneo para definir a la primera Campeona de Divas de la FCW, derrotando a Jamie Keyes, pero perdió en la semifinal ante Naomi Night. Finalmente, el 23 de junio de 2010 fue despedida de la empresa.

### Circuito independiente (2010-2013)
Tras ser despedida, pasó a vender objetos de recuerdo firmados por eBay. También reveló mediante su Twitter el 22 de septiembre de 2010 que se volvería una bailarina para la organización de artes marciales mixtas Xtreme Fighting Championships, bailando en el evento XFC Cage Dolls.
Fong comenzó a luchar en el circuito independiente bajo su nombre real y compitió en su primera lucha tras ser despedida de la WWE en la promoción Ground Breaking Pro Wrestling el 26 de septiembre de 2010, derrotando a Randi West para ganar el vacante Campeonato Femenino de la GBPW, convirtiéndose en la primera campeona.

### Lucha Underground (2014–2018)
En 2014, Angela confirmó que regresaría a luchar pero en esta ocasión para Lucha Underground. Debutó el 26 de noviembre al aparecer viendo una lucha entre Son of Havoc y Mascarita Sagrada en backstage. Al pasar las semanas se vio involucrada en luchas contra la mayoría del roster. Hasta el 28 de enero del 2015 se reveló que su nombre para el show sería: Black Lotus.
El 3 de junio empezaría una storyline con Cueto, aprisionando a Black Lotus por intentar matar a su hermano como señal de venganza a lo que él le había hecho a sus padres. Lotus fue capturada por Chavo Guerrero y su club.
En la temporada 2 tuvo el papel de guardaespaldas de Darío Cuerto, En "Última Lucha Dos", compite en su primera lucha televisada contra El Dragón Azteca Jr. sin embargo Pentagón Dark rompió su brazo. En la tercera temporada regresa con The Black Lotus Triad conformado por Hitokiri, Doku y Yurei las cuatro atacando a Pentagón Dark, provocando que Johnny Mundo lo eliminará de la lucha. El 30 de noviembre del 2016, fue transmitida una Gauntlet Match donde Lotus junto a Yurei, Doku e Hitokiri derrotó a Pentagón después de que esta última lo cubriera con un pin, Black Lotus sale al arena solo para romper el brazo de Dark en señal de venganza.
El 12 de octubre del 2016 anunció estar esperando su primer hijo.

## Campeonatos y logros
- Florida Championship Wrestling 
  - Queen of FCW (1 vez)
- Ground Breaking Pro Wrestling
  - GBPW Ladies Championship (1 vez, actual)